# Musztafa Miri
Musztafa Miri (arabul: مصطفى ميري); Casablanca, 1958. április 21. –) marokkói válogatott labdarúgó.

## Pályafutása

### Klubcsapatban
Casablancában született. 1977 és 1979 között szülővárosa csapatában az Espérance Casablancában futballozott. 1979-ben Franciaországba szerződött és a pályafutása hátralévő részét ott töltötte. 1979 és 1983 között a Hazebrouck együttesében játszott. 1983 és 1986 között a Valenciennes játékosa volt. Az 1986–87-es szezont a Nîmes Olympique csapatában szerepelt, majd visszatért a Valenciennes-hez. 1988 és 1990 között a Rouen, 1990 és 1990 között a Calais labdarúgója volt. Később játszott még a Dunkerque és a Grande Synthe csapatában. 

### A válogatottban
1984 és 1988 között 10 alkalommal játszott a marokkói válogatottban. Tagja volt az 1984. évi nyári olimpiai játékokon szereplő válogatott keretének és részt vett az 1986-os világbajnokságon, ahol az Anglia és a Lengyelország elleni csoportmérkőzésén kezdőként lépett pályára.